# Maria Singer
Maria Singer (* 1. Februar 1914 in Ebenzweier, Gemeinde Altmünster, Österreich-Ungarn; † 4. Juni 2003 in Aschheim, Oberbayern) war eine österreichische Schauspielerin, bayerische Volksschauspielerin und Charakterdarstellerin.

## Leben
Maria Singer war die Tochter eines Bahnbeamten, der 1924 an die Strecke Salzburg-Wien versetzt wurde. Die Familie zog in die Nähe von Salzburg, wo Maria das Mozarteum besuchte und Gesangs- und Sprecherziehung erhielt. Sie nahm an Schulaufführungen teil und wirkte bei Aufführungen des Jedermann als Statistin mit. Ihre schauspielerische Ausbildung absolvierte sie von 1932 bis 1934 am Max-Reinhardt-Seminar in Wien. Reinhardt hatte das Mädchen bei den Jedermann-Proben entdeckt. Ihre erste Bühnenrolle erhielt sie 1934 am Stadttheater von Schneidemühl/Pommern, wo sie ihren Kollegen Hans Musäus (1910–1981) kennenlernte, den sie zwei Jahre später heiratete. Der gemeinsame Sohn Peter Musäus (* 1939) wurde ebenfalls Schauspieler.
Nach der Ausbildung folgten zahlreiche Engagements, unter anderem in Memel, Königsberg, Tübingen, Kassel und Hannover. Während des Zweiten Weltkrieges wirkte sie am Stadttheater von Klagenfurt. Im Jahr 1964 wurde Singer von August Everding für die Münchner Kammerspiele verpflichtet, wo sie u. a. an der Seite von Therese Giehse und Walter Sedlmayr spielte. 1972 wirkte sie bei den Salzburger Festspielen mit. Neben ihren Bühnenrollen trat die Schauspielerin seit den 1960er-Jahren verstärkt auch in Film und Fernsehen auf, darunter Publikums-Erfolge wie der Komödienstadel, Kir Royal, Weißblaue Geschichten, Die Scheinheiligen und Der Bulle von Tölz. Sie arbeitete mit Hans Moser, Heinz Rühmann, Rainer Werner Fassbinder, Gerhard Polt und Franz Xaver Bogner. Nebenbei war sie als Sprecherin für den Bayerischen Rundfunk tätig.
Im Jahr 1999 war Maria Singer mit dem Stück Der Bauer als Millionär zum letzten Mal auf einer Münchner Theaterbühne zu sehen. Bis zuletzt war sie an Fernsehproduktionen beteiligt. Am 4. Juni 2003 starb sie im Alter von 89 Jahren in Aschheim bei München.

## Filmografie (Auswahl)

### Filme
- 1962: Der verkaufte Großvater
- 1967: Der Paukenspieler
- 1968: Professor Columbus
- 1969: Die Kleinbürger
- 1969: Frei bis zum nächsten Mal
- 1971: Das Feuerwerk
- 1971: Napoleon und Joghurt
- 1972: Die Lokalbahn
- 1972: Der Ignorant und der Wahnsinnige, Aufzeichnung von den Salzburger Festspielen
- 1973: Der Mensch Adam Deigl und die Obrigkeit
- 1973: Sonja schafft die Wirklichkeit ab oder Ein unheimlich starker Abgang
- 1973: Tatort: Tote brauchen keine Wohnung
- 1976: Weder Tag noch Stunde
- 1977: Bolwieser
- 1977: Der Fall Winslow
- 1977: Gefundenes Fressen
- 1979: Frau W.
- 1981: Die Rumplhanni
- 1981: Rigoletto hat keine Pause oder Der lästige Ungar
- 1983: Martin Luther
- 1983: Magdalena
- 1983: Kehraus
- 1984: Atemnot
- 1985: Der Komödienstadel: Politik und Führerschein
- 1985: Der Komödienstadel: Paraplü und Perpendikel
- 1986: Tatort: Riedmüller, Vorname Sigi
- 1987: 38 – Auch das war Wien
- 1989: Sturm im Wasserglas
- 1990: Abrahams Gold
- 1993: Sein letzter Wille
- 1994: Der Komödienstadel: Die Hochzeitskutsche
- 1995: Sau sticht
- 1998: Lychees weiß-blau
- 1999: Geschichten aus dem Nachbarhaus
- 1994: Der Komödienstadel: Der Zigeunersimmerl
- 1999: Doggy Dog – Eine total verrückte Hundeentführung
- 2001: Tatort: Ein mörderisches Märchen
- 2001: Die Scheinheiligen
- 2003: Geschichten aus dem Nachbarhaus – Pauline & Co.

### Fernsehserien
- 1962: Funkstreife Isar 12
- 1975: Rufzeichen
- 1976: Geburtstage
- 1976: Inspektion Lauenstadt (Folge: Bauer Schlegel)
- 1977–1984: Derrick (5 Folgen)
- 1977–1986: Der Alte (8 Folgen)
- 1977–1986: Polizeiinspektion 1 (7 Folgen)
- 1981: Die Rumplhanni
- 1982: Meister Eder und sein Pumuckl (1.03,2.09,2.11 3 Folgen)
- 1984: Franz Xaver Brunnmayr (9 Folgen)
- 1986: Lauter Glückspilze
- 1986: Kir Royal
- 1987: Waldhaus
- 1987: Hans im Glück (Mini-Serie)
- 1987: Die Hausmeisterin
- 1992: Der Bergdoktor
- 1993: Weißblaue Geschichten
- 1995: Frankenberg (Serie)
- 1997: Frauenarzt Dr. Markus Merthin
- 1997: Der Bulle von Tölz: Bei Zuschlag Mord
- 1998: Der Bulle von Tölz: Tod in Dessous
- 1999: Zwei Männer am Herd

## Hörspiele
- 2000: Gordian Beck: Lauter nette Menschen – Regie: Christoph Dietrich (Kriminalhörspiel – BR)